# Petralia Soprana
Petralia Soprana es una localidad italiana de la provincia de  Palermo, región de Sicilia, con 3.516 habitantes.

Ubicación de la ciudad de Petralia Soprana dentro de la provincia de Palermo.

## Evolución demográfica
| Gráfica de evolución demográfica de Petralia Soprana entre 1861 y 2001 |
|                                                                        |
| Fuente ISTAT - Elaboración gráfica por parte de Wikipedia              |